# Joe Casey
Joe Casey (...) è un fumettista statunitense.

## Carriera
Fu scoperto da James Robinson ad una fiera fumettistica alla fine degli anni novanta. Ha debuttato per la Marvel Comics con la serie mutante Cable per poi passare a Hulk e ad una miniserie sul personaggio cyberpunk Deathlok (conosciuto in Italia anche come "Cybernus").
Si fa notare grazie alla mini serie X-Men: Figli dell'atomo disegnata da Steve Rude, che rinarra l'adolescenza dei primi cinque pupilli di Charles Xavier alla prese con la pubertà e la scoperta dei propri poteri mutanti.
Grazie al suo ciclo di storie per il personaggio Mister Majestic (ispirato a Superman) diventa uno degli sceneggiatori di Action Comics (una delle collane principali dedicate all'Uomo d'Acciaio) e prende le redini della seconda serie Wildcats, lasciata da Scott Lobdell, che stravolge trasformandola in una storia di spionaggio piena di complotti corporativi e che poi sfocia nella nuova versione Wildcats 3.0, terza incarnazione del gruppo creato da Jim Lee agli inizi degli anni novanta.
Sempre per la casa editrice di Jim Lee scrive la sperimentale Automatic Kafka e lancia Intimates disegnata da Giuseppe Camuncoli che rinnova il genere superteam di teen agers.
Per la Marvel scrive un controverso ciclo di Uncanny X-Men, e in seguito una storia revisionista sui primi membri originali dei Vendicatori dal titolo Earth's Mightiest Heroes (Gli eroi più potenti della Terra), The Inevitable, miniserie dedicata a Iron Man, Iron Man: Enter the Mandarin, omaggio alle prime storie di Stan Lee, First Family, miniserie che narra vicende private dei Fantastici Quattro e Last Defenders, una nuova incarnazione del supergruppo Marvel.
Per la Image Comics scrive la serie regolare Gødland omaggio agli Eterni e alle serie cosmiche ideate e disegnate da Jack Kirby. Per la Dark Horse Comics scrive un episodio di Hellboy: Weird Tales e Milkman Murders.
Per la Devil's Due Publishing Casey scrive G.I. Joe: America's Elite dove si diverte a stravolgere i personaggi nati originariamente come giocattoli per bambini. Pubblica sempre Image Comics prima Maximum Youngblood (sorta di compendio delle storie disegnate negli anni novanta da Liefeld con dialoghi riscritti da Casey) e la nuova serie dedicata proprio ai supereroi creati da Rob Liefeld e due nuove serie Charlatan Ball (a metà strada tra il Dottor Strange e la Doom Patrol di Grant Morrison) e Nixon's Pals (da lui definita come «crime noir-meets-superheroes») entrambe in uscita per Image Comics.
Il suo stile è ispirato da quello dei colleghi inglesi, in particolare da Grant Morrison e Warren Ellis.
Joe Casey è anche sceneggiatore televisivo (suo è il cartone animato Ben 10, trasmesso da Cartoon Network) ed è il leader del gruppo indie rock Sellouts.

## Opere

### DC Comics
- The Adventures of Superman nn. 587-590, 592-606, 608-610, 612-623 (2001-2004)
- Batman: Tenses nn. 1-2 (2003) (inedito in Italia)
- The Flash n. 151 (1999)

### Marvel Comics
- Alpha Flight seconda serie, n. 11 (1998)
- Alpha Flight/Inhumans annual '98 (1998)
- Avengers: Earth Mightiest Heroes nn. 1-8 (2005)
- Avengers: Earth Mightiest Heroes 2 (2007)
- Cable nn. 51-70 (1998-1999)
- Captain America annual '99 (1999)
- Deathlok terza serie, nn. 1-11 (1999-2000)
- Fantastic Four: First Family nn. 1-6 (2006) (inedito in Italia)
- Heroes Reborn: Masters of Evil (2000)
- The Incredible Hulk nn. 467-474 (1998-1999)
- Iron Man annual '99 (1999)
- Iron Man: the Inevitable nn. 1-6 (2005-2006)
- Juggernaut: the Eight Day (1999)
- Thunderbolts n. 26 (1999)
- Uncanny X-Men nn. 368, 394-409 (1999, 2001-2002)
- Uncanny X-Men annual 2001 (2001)
- Uncanny X-Men/Fantastic Four annual '98 (1998)
- Wolverine: Black Rio (1998)
- Wolverine/Cable: Guts and Glory n. 1 (1999)
- Wolverine: Days of Future Past nn. 2-3 (1998)
- X-Men seconda serie, n. 73 (1998) e 88 (1999)
- X-Men: Children of the Atom nn. 1-6 (1999-2000)
- The X-Men In: Life Lessons (2003)

### Wildstorm
- The Authority: Devil's Night (2000) (inedito in Italia)
- Automatic Kafka nn. 1-9 (2002) (inedito in Italia)
- Coup D'Etat: Wildcats (2004) (inedito in Italia)
- Gen¹³ n. 42 (1999)
- The Intimates nn. 1-12 (2004-2005)
- Mister Majestic nn. 1-9 (1999-2000)
- Wildcats seconda serie, nn. 5 -28 (2000-2002)
- Wildcats 3.0 nn. 1-24 (2002-2004)
- Wildcats: Devil's Night (2000)
- Wildcats: Ladytron (2000)

### Altri editori
- Battle Pope nn. 11-13 (Funk-O-Tron, 2000; inedito in Italia)
- Double Image nn. 1-5 (Image Comics, 2001)
- Double Take nn. 6-8 (Funk-O-Tron, 2001)
- Full Moon Fever (AiT/Planet Lar, 2005; inedito in Italia)
- Gødland n. 1-? (Image Comics, 2005-in corso; inedito in Italia)
- G.I. Joe: America's Elite nn. 0-18 (Devil's Due Publishing, 2005-2006)
- Hellboy: Weird Tales n. 2 (Dark Horse Comics, 2003)
- Hellcop nn. 1-4 (Image Comics, 1998)
- Image Comics Holiday Special 2005 (storia di Gødland di 4 pagine; Image Comics, 2005)
- Infantry nn. 1-3 (2004-2005) (Devil's Due Publishing)
- Milkman Murders nn. 1-4 (2004) (con Steve Parkhouse, Dark Horse Comics)
- Tom Strong n. 33 (America's Best Comics, 2005; inedito in Italia)
- Black Plague (Boom Studios, 2006; inedito in Italia)